# Washburn (Wisconsin)
Washburn is een plaats (city) in de Amerikaanse staat Wisconsin, en valt bestuurlijk gezien onder Bayfield County.

## Demografie
Bij de volkstelling in 2000 werd het aantal inwoners vastgesteld op 2280. In 2006 is het aantal inwoners door het United States Census Bureau geschat op 2144, een daling van 136 (-6,0%).

## Geografie
Volgens het United States Census Bureau beslaat de plaats een oppervlakte van 16,0 km², waarvan 10,2 km² land en 5,8 km² water. Washburn ligt op ongeveer 211 m boven zeeniveau.

## Plaatsen in de nabije omgeving
De onderstaande figuur toont nabijgelegen plaatsen in een straal van 36 km rond Washburn.